# Detlef Jens
Detlef Jens (* 26. September 1958 in Hamburg) ist ein deutscher Journalist und Autor. Er lebt in Flensburg.

## Leben
Detlef Jens besuchte die Grundschule in London, Gymnasium und Abitur folgten in Hamburg-Blankenese im Gymnasium Blankenese in der Kirschtenstraße. Sein Soziologie-Studium hat er an der Universität Hamburg begonnen, doch nicht abgeschlossen, da er bereits in der Studienzeit begann, als Journalist zu arbeiten. Von da an war sein Leben von der Sehnsucht nach dem Meer geprägt:
1977–1978 fuhr er als Matrose auf einem Segelschoner in der südlichen Karibik.
1979 nahm er an der berühmten Segelregatta Fastnet Race für Yachten im Ärmelkanal und in der Keltischen See teil.
Später wohnte und lebte er in London und in Voiron, bei Grenoble in Frankreich.
In den 1990er bis 2000er Jahren war Detlef Jens für einige Jahre mit dem eigenen Segelboot unterwegs.
Es folgte das Leben mit seiner jungen Familie auf Museumsschiffen in Hamburg.

## Schaffen
Detlef Jens arbeitete als Redakteur bei der Zeitschrift segeln. In den 1980er Jahren gründete er die Zeitschrift Boot & Charter. Später verkaufte er das Blatt an Axel Springer SE. Als freier Journalist der Themen Reise und Segeln veröffentlichte er u. a. in Stern, Die Zeit, GEO und Männer-Vogue. Anfang der 1990er Jahre gründete er die Agentur Jens & Friends Media, eine PR- und Mediaagentur in Hamburg. Mitte der 1990er Jahre bis Anfang 2000er war er dann als segelnder Autor und Journalist mit seiner eigenen Segelyacht auf Reisen. Während dieser Zeit berichtete er von Bord seiner Yacht aus regelmäßig für mehrere Magazine und Zeitschriften in Deutschland, England und USA sowie für die Welt am Sonntag. Er gehörte außerdem zur Redaktion von Seafile und Reed’s und machte Buchübersetzungen und Buchveröffentlichungen in englischer Sprache. Über die Jahre, in denen er mit der Segelyacht unterwegs war, veröffentlichte er 2017 das Buch Land’s End im KJM-Verlag; danach folgte das Buch Hafenjahre über sein Leben mit Familie auf den Museumsschiffen in Hamburg.
In 2004 war Detlef Jens Mitglied der Gründungsredaktion des Magazins Segel Journal, Atlas Verlag, München. Er war der Leiter des Hamburger Büros und später bis 2011 Chefredakteur.
Seit 2011 arbeitet er als Blattmacher des internationalen Magazins GOOSE. Das Magazin erzählt Geschichten vom Leben im, am und auf dem Wasser.
Seit 2012 ist Jens Macher und Inhaber von Literaturboot.de, einem Online Journal für Maritime Literatur und Lebensart.
2013 und 2014 hat er erfolgreich das „Schwimmende Literaturfestival“ in Flensburg veranstaltet.
Im Frühjahr 2019 erschien Detlef Jens erster Roman Black Jack rund um den Liveaboard, Lebenskünstler und Yachtdetektiv Fabian Timpe im KJM-Buchverlag. 2020 folgte mit Gefährliche Gezeiten, der zweite Roman um den Fabian Timpe, im Oktober 2021 mit Im Kielwasser des Geldes der dritte Band.

## Publikationen
- Charterhandbuch Ostsee. DSV-Verlag, Hamburg 1983, ISBN 978-3-88412-041-5
- Charterhandbuch Landgang in Dänemark. Restaurantführer, DSV-Verlag, Hamburg 1985 und 1986, ISBN 3-88412-070-0, ISBN 3-89242-106-4.
- Cruising Companion North Spain & Portugal. Yachting Monthly, GB, 2001
- Cruising Companion Northwest Spain. Yachting Monthly, GB, 2002
- Die Klassischen Yachten 1, Festivals in Nordeuropa. Koehlers Verlagsgesellschaft Hamburg 2006, ISBN 978-3-7822-0943-4
- Die Klassischen Yachten 2, Die Kunststoffrevolution. Koehlers Verlagsgesellschaft, Hamburg 2007, ISBN 978-3-7822-0943-4
- Flaschenpost und Wolkenkino. Books on Demand, Hamburg 2008, ISBN 978-3-8370-4921-3
- Die klassischen Yachten 3, Die schönsten Renn- und Fahrtenyachten. Koehlers Verlagsgesellschaft, Hamburg 2009, ISBN 978-3-7822-0995-3
- Die klassischen Yachten 4, Fahrtenyachten. Koehlers Verlagsgesellschaft, Hamburg 2009, ISBN 978-3-7822-0969-4
- Genießer Guide für Skipper. Band 1. Koehlers Verlagsgesellschaft, Hamburg 2010, ISBN 978-3-7822-0959-5
- Land’s End. KJM-Buchverlag Hamburg 2017, ISBN 978-3-945465-35-6
- Hafenjahre. KJM-Buchverlag Hamburg 2017, ISBN 978-3-945465-51-6
- Black Jack. KJM-Buchverlag Hamburg 2019, ISBN 978-3-96194-062-2
- Gefährliche Gezeiten. KJM-Buchverlag, Hamburg 2020, ISBN 978-3-96194-092-9
- Im Kielwasser des Geldes, KJM-Buchverlag, Hamburg 2021, ISBN 978-3-96194-161-2